# Aaron Rowand
Aaron Ryan Rowand (né le 29 août 1977 à Portland, Oregon, États-Unis) est un voltigeur de baseball qui évolue dans les Ligues majeures de 2001 à 2011.
Il remporte la Série mondiale avec les White Sox de Chicago en 2005 puis avec les Giants de San Francisco en 2010 et participe au Match des étoiles en 2007. Il conclut sa saison 2007 avec un Gant doré au poste de champ extérieur. 

## Biographie
Après des études secondaires à la Glendora High School de Glendora (Californie), Aaron Rowand est drafté le 1er juin 1995 par les Mets de New York au 40e tour de sélection. Il repousse l'offre et suit des études supérieures Cal State Fullerton où il porte les couleurs des Cal State Fullerton Titans de 1996 à 1998.  
Rowand est drafté le 2 juin 1998 par les White Sox de Chicago au premier tour de sélection (35e choix). 
Il passe trois saisons en Ligues mineures avant d'effectuer ses débuts en Ligue majeure le 16 juin 2001.
Rowand participe activement à la belle saison 2005 des White Sox qui s'achève par une victoire en Série mondiale.
Il est transféré chez les Phillies de Philadelphie le 25 novembre 2005 à l'occasion d'un échange impliquant plusieurs joueurs.
À titre individuel, Rowand signe sa meilleure saison en 2007 : une moyenne au bâton de 0,309, 89 points produits et 27 coups de circuit, notamment. Ces belles performances lui valent sa première sélection au Match des étoiles, un Gant doré et une 22e place au vote désignant le meilleur en Ligue nationale.
Devenu agent libre à l'issue de la saison 2007, il s'engage pour cinq saisons chez les Giants de San Francisco le 12 décembre 2007.
Il est libéré par les Giants le 31 août 2011. En décembre, il signe un contrat des ligues mineures avec les Marlins de Miami mais est libéré le 29 mars vers la fin du camp d'entraînement après n'avoir frappé que pour ,128 de moyenne en 47 présences au bâton en matchs pré-saison.

## Statistiques
| Saison | Équipe        | G    | AB   | R   | H    | 2B  | 3B | HR  | RBI | SB | BA    |
| ------ | ------------- | ---- | ---- | --- | ---- | --- | -- | --- | --- | -- | ----- |
| 2001   | Chicago WS    | 63   | 123  | 21  | 36   | 5   | 0  | 4   | 20  | 5  | 0,293 |
| 2002   | Chicago WS    | 126  | 302  | 41  | 78   | 16  | 2  | 7   | 29  | 0  | 0,258 |
| 2003   | Chicago WS    | 93   | 157  | 22  | 45   | 8   | 0  | 6   | 24  | 0  | 0,287 |
| 2004   | Chicago WS    | 140  | 487  | 94  | 151  | 38  | 2  | 24  | 69  | 17 | 0,310 |
| 2005   | Chicago WS    | 157  | 578  | 77  | 156  | 30  | 5  | 13  | 69  | 16 | 0,270 |
| 2006   | Philadelphie  | 109  | 405  | 59  | 106  | 24  | 3  | 12  | 47  | 10 | 0,262 |
| 2007   | Philadelphie  | 161  | 612  | 105 | 189  | 45  | 0  | 27  | 89  | 6  | 0,309 |
| 2008   | San Francisco | 152  | 549  | 57  | 149  | 37  | 0  | 13  | 70  | 2  | 0,271 |
| 2009   | San Francisco | 144  | 499  | 61  | 130  | 30  | 2  | 15  | 64  | 4  | 0,261 |
| 2010   | San Francisco | 105  | 331  | 42  | 76   | 12  | 2  | 11  | 34  | 5  | 0,230 |
| Totaux | Totaux        | 1250 | 4043 | 579 | 1116 | 245 | 16 | 132 | 515 | 65 | 0,276 |

| Saison | Équipe        | G  | AB | R  | H  | 2B | 3B | HR | RBI | SB | BA    |
| ------ | ------------- | -- | -- | -- | -- | -- | -- | -- | --- | -- | ----- |
| 2005   | Chicago WS    | 12 | 45 | 8  | 12 | 6  | 0  | 0  | 3   | 1  | 0,267 |
| 2007   | Philadelphie  | 3  | 12 | 1  | 1  | 0  | 0  | 1  | 1   | 0  | 0,083 |
| 2010   | San Francisco | 7  | 11 | 2  | 3  | 1  | 1  | 0  | 2   | 0  | 0,272 |
| Totaux | Totaux        | 22 | 68 | 11 | 16 | 7  | 1  | 1  | 6   | 1  | 0,235 |

Note : G = Matches joués ; AB = Passages au bâton; R = Points ; H = Coups sûrs ; 2B = Doubles ; 3B = Triples ; 
HR = Coup de circuit ; RBI = Points produits ; SB = Buts volés ; BA = Moyenne au bâton.